# Leptostegna antelia
Leptostegna antelia är en fjärilsart som beskrevs av Louis Beethoven Prout 1958. Leptostegna antelia ingår i släktet Leptostegna och familjen mätare. Inga underarter finns listade i Catalogue of Life.